# みのろう
みのろうは、日本のライトノベル作家である。

## 概要
ラノベニュースオンラインのインタビューによれば、みのろうは、学生時代からノートに小説を書いていた後、2013年に『ユリシンクス』を初めてネット小説として投稿したと話している。
2013年8月より小説投稿サイト「小説家になろう」で活動を開始したのち、同年10月31日より執筆を開始した自身の作品『日本国召喚』で2016年の第4回ネット小説大賞を受賞する。後に『日本国召喚』は、toi8がイラストを務める形でぽにきゃんBOOKS（ポニーキャニオン）より書籍化されたのち、2018年6月24日よりComicWalkerなどで高野千春がマンガを務める形でコミカライズされ、2019年1月に同作の漫画の第1巻が書籍化された。

## 著作
ぽにきゃんBOOKS
- 日本国召喚（イラスト：toi8（全巻）、深井涼介（2 - 3巻）、高野千春（4巻 - ））既刊6巻
  1. 導かれし太陽 (2017/3/29 ISBN 978-4-86529-243-5)
  2. 滅びゆく栄光・上 (2017/8/18 ISBN 978-4-86529-268-8)
  3. 滅びゆく栄光・下 (2017/11/29 ISBN 978-4-86529-269-5)
  4. 崩れる均衡 (2018/3/30 ISBN 978-4-86529-287-9)
  5. 新世界大戦 (2019/2/17 ISBN 978-4-86529-297-8)
  6. 激動のムー大陸 2020/2/20 ISBN 978-4-86529-310-4)

- 日本国召喚 外伝 新世界異譚（原作者。著：髙松良次。イラスト：toi8、高野千春）既刊2巻
  1. I 魔王降臨 (2018/8/17 ISBN 978-4-86529-294-7)
  2. II 孤独の戦士たち (2020/1/17 ISBN 978-4-86529-306-7)

漫画原作
日本国召喚
高野千春作画
1. 2019年1月21日発売　ISBN 978-4-04-065031-9
2. 2019年8月23日発売　ISBN 978-4-04-065885-8
3. 2020年3月23日発売　ISBN 978-4-04-064471-4
4. 2020年12月23日発売　ISBN 978-4-04-065975-6
5. 2021年9月21日発売　ISBN 978-4-04-680565-2
6. 2022年5月23日発売　ISBN 978-4-04-681147-9
7. 2023年2月22日発売　ISBN 978-4-04-682168-3